# Marsai Martin
Pour les articles homonymes, voir Martin.
Marsai Martin, née le 14 août 2004 à Plano, au Texas, est une actrice et productrice américaine.
Enfant star, elle s'est fait connaître par la série télévisée comique à succès Black-ish (2014-2019). À 14 ans, elle est devenue la plus jeune productrice de l'histoire d'Hollywood,,.

## Biographie

### Enfance et formation
Elle démontre un intérêt pour le milieu du divertissement et la comédie, dès son plus jeune âge. Soutenue par ses parents, la famille s'installent à Dallas où ils inscrivent la petite dans une agence de mannequinat, à l'age de 5 ans.
Par la suite, elle décroche ses premiers contrats pour des publicités. Elle fait ses études à la Cathryn Sullivan Acting for Film et elle participe à un séminaire où se trouve plusieurs agents de Los Angeles. C'est ainsi qu'elle fait la rencontre de Melissa Berger qui la représentera.
En 2013, la famille s'installe à Los Angeles afin de permettre à l'apprentie actrice de se consacrer à sa carrière,.

### Carrière

#### Débuts précoces et révélation
Il s'ensuit une participation à une grande campagne commerciale nationale pour Belk Bowl avant qu'elle ne signe pour le rôle qui va la révéler au grand public. En effet, pour le réseau ABC, elle accepte le rôle de Diane Johnson, la benjamine d'une famille afro-américaine. Initialement, elle est créditée en tant que Caila Martin mais finit par choisir Marsai, son deuxième prénom, comme nom de scène.
La série suit le parcours d'Andre Johnson, un Afro-Américain marié et père de quatre enfants, qui surfe sur le succès et obtient une promotion dans une agence de publicité de Los Angeles. La vie lui sourit mais il se plaint du peu d’intérêt manifesté par ses enfants pour la culture afro-américaine.
Aux côtés d'Anthony Anderson, Tracee Ellis Ross et Laurence Fishburne, la jeune starlette s'impose auprès du grand public. Son interprétation y est remarquée et aussi saluée par les critiques. Elle remporte, à quatre reprises, le NAACP Image Awards de la meilleure actrice dans un second rôle ainsi qu'un Young Artist Awards. La première cérémonie récompense les meilleurs professionnels de la communauté afro-américaine, les prix sont remis par la National Association for the Advancement of Colored People, lorsque la seconde est une cérémonie de récompenses américaines décernées chaque année depuis 1979 par la Young Artist Foundation à de jeunes acteurs.
Parallèlement au tournage de la série, elle joue dans un téléfilm dramatique An American Girl Story: Melody 1963 - Love Has to Win pour la plateforme de vidéo à la demande Amazon Studios. Cette production est une romance dramatique qui se déroule pendant le mouvement afro-américain des droits civiques.

#### Cinéma et passage à la production
Elle fonde aussi sa propre société de production, Genius Production, et devient pour l'occasion, la plus jeune productrice de l'histoire du cinéma d'Hollywood,. En effet, elle décide de produire une version féminine et noire de la comédie Big , popularisée par Tom Hanks qui incarne alors un adolescent projeté dans un corps adulte. Ce film étant l'un des films préférés de sa mère, aidé de son père, elle présente le projet à Kenya Barris, le créateur de Black-ish,.
Il faut attendre 2018, pour qu'Universal Pictures choisisse de financer Little,. Elle est ainsi créditée en tant que productrice exécutive de ce long métrage dont elle partage la vedette aux côtés de Regina Hall, qui incarne son personnage adulte, et d'Issa Rae. La même année, elle est désignée l'une des adolescentes les plus influentes par le célèbre magazine Time et fait la couverture de Teen Vogue.

Afin d'assurer la promotion de Little, l'actrice raconte au célèbre quotidien The Wall Street Journal :   

« Lors des castings, les candidats ne me voyaient pas comme une actrice. Ils me voyaient comme la personne qui a créé ce pour quoi ils auditionnaient. Je souhaite faire plus de films qui seraient pour tout le monde, divers et inclusif et ainsi, lutter contre les stéréotypes. »

Elle y joue la version jeune de Jordan, une patronne autoritaire qui se retrouve bloquée dans le corps de ses 13 ans. Le film sort le 12 avril 2019 aux États-Unis et le 19 juin, en France. Ce rôle lui vaut une nomination lors des MTV Movie & TV Awards 2019 dans la catégorie meilleure performance comique ainsi que par les Teen Choice Awards pour le prix de la meilleure actrice dans une comédie. L'année suivante, elle rafle trois prix lors de la 51e cérémonie des NAACP Image Awards, deux pour Little et un énième pour Black-ish.
En 2021, Disney Channel annonce travailler sur une nouvelle série télévisée comique intitulée Saturdays, en partenariat avec la société de production de la jeune actrice, Genius,. La même année, elle poursuit la pratique du doublage pour Spirit : L'Indomptable. Un long métrage d'animation basé sur la série télévisée Spirit : Au galop en toute liberté, elle-même basée sur le film d'animation classique de 2002, Spirit, l'étalon des plaines.

### Vie privée
En plus de la comédie, Marsai Martin aime chanter, danser, écrire et réaliser ses propres films et vidéos.

## Filmographie

### Cinéma

#### Courts métrages
- 2017 : Lemonade Mafia de Anya Adams : Kira Anderson

#### Longs métrages
- 2016 : Nina de Cynthia Mort : La jeune fille sur la cassette
- 2017 : Fun Mom Dinner de Alethea Jones : Hannah
- 2019 : Little de Tina Gordon : Jordan Sanders, jeune (également productrice exécutive)
- 2023 : Good Burger 2 de Phil Traill : la cliente sympathique
- 2025 : G20 de Patricia Riggen : Serena Sutton

### Télévision

#### Séries télévisées
- 2014 - 2019 : Black-ish de Kenya Barris : Diane Johnson / Dolly (rôle principal)
- 2018 : Unbreakable Kimmy Schmidt de Tina Fey et Robert Carlock : Aisha (saison 4, épisode 5)
- 2019 : A Black Lady Sketch Show de Robin Thede : Reniece (saison 1, épisode 6)
- 2019 - 2020 : Mixed-ish de Kenya Barris : Diane Johnson (saison 1, épisodes 1 et 20)
- 2021 : Grown-ish de Kenya Barris : Diane Johnson (saison 4, épisodes 15 et 18)

#### Téléfilms
- 2016 : An American Girl Story : Melody 1963 - Love Has to Win de Tina Mabry : Melody Ellison

Emissions
- 2022 : Wild 'N Out de Nick Cannon (saison 18, épisode 2)
- 2022 : The Hair Tales de Michaela Angela Davis et Tracee Ellis Ross
- 2024 : The Masked Singer de Craig Plestis et Izzie Pick Ibarra : Woodpecker

### Podcasts
- prochainement : Free to Fall : Rory Vaughn

### Production
Longs métrages
- 2019 : Little de Tina Gordon

Séries télévisées
- 2023 : Le Saturdays, ma vie en rollers de Norman Vance Jr

Podcasts
- Prochainement : Free to Fall

## Doublage
series télévisées
- 2015 - 2016 : Boucle d'Or et Petit Ours : Jill (4 épisodes)
- 2016 : Mr. Peabody & Sherman Show : Anissa (2 épisodes)
- 2016 - 2019 : Elena d'Avalor : Caterina (2 épisodes)
- 2019 : Costume Quest : Scout (1 épisode)
- 2019 - 2020 : Dragons : Les Gardiens du ciel : Aggro (23 épisodes)
- 2019 - 2020 : Vampirina : Frankie Stein/Frankie Bolt (4 épisodes)
- 2022 : The Proud Family : Louder and Prouder : Lyanna
- 2024 : Good Times : Black Again : Grey
- 2024 : Lego Star Wars : Rebuild the Galaxy : Yesi Scala

Longs métrages
- 2021 : La Pat' Patrouille, le film : Liberty
- 2021 : Spirit : L'Indomptable : Pru Granger
- 2023 : La Pat' Patrouille : La Super Patrouille, le film : Liberty

Téléfilms
- 2020 : Dragons: Les Gardiens du ciel: Le secret de l'envolée lyrique : Aggro

## Distinctions
Sauf indication contraire ou complémentaire, les informations mentionnées dans cette section proviennent de la base de données IMDb.

### Récompenses
- NAACP Image Awards 2016 : meilleure actrice dans un second rôle dans une série télévisée comique pour Black-ish
- Young Artist Awards 2016 : meilleure performance par une jeune actrice dans un second rôle dans une série télévisée pour Black-ish
- Young Entertainer Awards 2017 : meilleure performance par une jeune actrice dans une série télévisée pour Black-ish
- NAACP Image Awards 2017 : meilleure performance par une jeune actrice dans une série télévisée pour Black-ish
- Kidscreen Awards 2018 : meilleure distribution pour An American Girl Story: Melody 1963 - Love Has to Win[17]
- 49e cérémonie des NAACP Image Awards 2018 : meilleure actrice dans un second rôle dans une série télévisée comique pour Black-ish
- 50e cérémonie des NAACP Image Awards 2019 :
  - meilleur second rôle féminin dans une série télévisée comique pour Black-ish
  - Meilleure performance d'un jeune dans un téléfilm ou une mini-série pour Black-ish
- BET Awards 2019 : YoungStars Award pour Black-ish
- 51e cérémonie des NAACP Image Awards 2020 : 
  - meilleure actrice dans un second rôle pour Little
  - meilleure révélation dans un film pour Little
  - meilleure actrice dans un second rôle dans une série télévisée comique pour Black-ish
- BET Awards 2020 : YoungStars Award pour Black-ish

### Nominations
- Young Artist Awards 2015 : meilleure performance par une jeune actrice dans un second rôle dans une série télévisée pour Black-ish
- NAACP Image Awards 2016 : meilleure performance par une jeune actrice dans une série télévisée pour Black-ish
- Young Artist Awards 2016 : meilleure performance par une jeune distribution dans une série télévisée pour Black-ish[18]
- Young Entertainer Awards 2017 : meilleure performance par une jeune distribution dans une série télévisée pour Black-ish[18]
- BET Awards 2017 : 
  - YoungStars Award pour Black-ish
  - YoungStars Award pour An American Girl Story: Melody 1963 - Love Has to Win
- NAACP Image Awards 2017 : meilleure actrice dans un second rôle dans une série télévisée comique pour Black-ish
- 23e cérémonie des Screen Actors Guild Awards 2017 : meilleure distribution pour une série télévisée comique dans Black-ish[19]
- BET Awards 2018 : YoungStars Award pour Black-ish
- NAACP Image Awards 2018 : meilleure performance par une jeune actrice dans une série télévisée pour Black-ish
- 24e cérémonie des Screen Actors Guild Awards 2018 : meilleure distribution pour une série télévisée comique dans Black-ish[19]
- Black Reel Awards for Television 2019 : meilleure actrice dans un second rôle dans une série télévisée comique pour Black-ish
- MTV Movie & TV Awards 2019 : meilleure performance pour Little
- 20e cérémonie des Teen Choice Awards 2019 : meilleure actrice dans un film comique pour Little
- Black Reel Awards for Television 2020 : meilleure actrice dans un second rôle dans une série télévisée comique pour Black-ish
- 52e cérémonie des NAACP Image Awards 2021 :
- meilleure actrice dans un second rôle dans une série télévisée comique pour Black-ish
- meilleure performance par une jeune actrice pour Black-ish